# Clément Tabur
Clément Tabur (Reims, 24 de enero de 2000) es un tenista profesional francés.

## Trayectoria
En enero de 2018, Tabur junto a Hugo Gaston ganaron el dobles junior masculino del Abierto de Australia 2018, derrotando a Rudolf Molleker y Henri Squire en la final. Ese mismo año, debutó en el ATP Tour en Roland Garros 2018, donde obtuvo una invitación para el cuadro principal de dobles junto a su compañero de júnior y compatriota. Fueron derrotados en primera ronda por Julio Peralta y Horacio Zeballos.

## Títulos ATP Challenger (1; 0+1)

### Dobles (1)
| Nr. | Fecha              | Torneo               | Superficie    | Pareja     | Finalistas                        | Resultado Final |
| --- | ------------------ | -------------------- | ------------- | ---------- | --------------------------------- | --------------- |
| 1.  | 3 de marzo de 2024 | Challenger de Kigali | Tierra batida | Max Houkes | Pruchya Isaro Christopher Rungkat | 6-3, 7-6(4)     |

## Finales de Grand Slam junior

### Dobles: 1 (1 título)
| Resultado | Año  | Torneo               | Superficie | Compañero   | Oponente                     | Marcador |
| --------- | ---- | -------------------- | ---------- | ----------- | ---------------------------- | -------- |
| Victoria  | 2018 | Abierto de Australia | Dura       | Hugo Gaston | Rudolf Molleker Henri Squire | 6–2, 6–2 |